# Italochrysa variegata
Italochrysa variegata är en insektsart som först beskrevs av Hermann Burmeister 1839.  Italochrysa variegata ingår i släktet Italochrysa och familjen guldögonsländor. Inga underarter finns listade i Catalogue of Life.